# Itararé (ort)
Itararé är en ort i Brasilien.   Den ligger i kommunen Itararé och delstaten São Paulo, i den södra delen av landet, 900 km söder om huvudstaden Brasília. Itararé ligger 751 meter över havet och antalet invånare är 44 809.
Terrängen runt Itararé är platt åt nordost, men åt sydväst är den kuperad. Itararé är det största samhället i trakten.
I omgivningarna runt Itararé växer i huvudsak städsegrön lövskog. Runt Itararé är det ganska tätbefolkat, med 56 invånare per kvadratkilometer.